# The Amazing Spider-Man 2 (videojuego de 2014)
The Amazing Spider-Man 2 es un  videojuego de acción y aventura de mundo abierto basado en el personaje de Marvel Comics, Spider-Man, y la película de 2014 del mismo nombre. Desarrollado por Beenox y publicado por Activision, es la secuela del videojuego The Amazing Spider-Man de 2012, siguiendo la misma secuencia de eventos, distintos a los de las películas. La trama del juego elabora en la de la película al incluir elementos y personajes adisionales de las historietas de Spider-Man y otros aspectos del Universo Marvel.
Fue lanzado el 29 de abril en Norteamérica y el 2 de mayo en Europa para las plataformas Microsoft Windows, Nintendo 3DS, PlayStation 3, PlayStation 4, Wii U, y Xbox 360, siendo recibido con críticas mixtas y mayormente negativas, con critisismo dirigido particularmente a la trama, la escritura, el combate repetitivo y el sistema de moralidad Héroe-Amenaza del juego. La versión de Xbox One se lanzó junto con las otras plataformas digitalmente, mientras que el lanzamiento de copias físicas se retrasó dos semanas. Gameloft también lanzó una versión móvil el 17 de abril para dispositivos iOS y Android como un juego pago. El juego también fue localizado en Japón por Square-Enix como título exclusivo de Sony.
Este fue el último juego de Spider-Man publicado por Activision antes de que Insomniac Games adquiriera la licencia de Marvel.

## Jugabilidad
The Amazing Spider-Man 2 es un juego de tercera persona en un mundo abierto basado en Manhattan. Los jugadores toman contral de Spider-Man para completar misiones —situaciones lineales con objetivos determinados— para progresar en la historia. Las misiones están estructuradas de manera líneal pero el jugador es lpuede de explorar el mapa del juego libremente entre misiones y hacer otras actividades secundarias. Los jugadores tienen acceso a las habilidades superhumanas de Spider-Man, incluyendo columpiarze con telarañas y trepar paredes.
El sistema Web Rush de tiempo bala del juego predecesor regresa en esta entrega y es expandido, permitiendole al jugador hacer golpes críticos, esquibar y rodar. El combate es similar al del predecesor, con flujo libre y contrataques, y le permite a Spider-Man incapacitar enemigos por unos segundos de varias maneras, como lanzarles objetos interactivos, e inmovilizarlos con telarañanas.
La moral se usa en un sistema conocido como "Héroe o Amenaza", donde los jugadores serán recompensados por detener crímenes o castigados por no hacerlo de manera consistente o no responder. Si el jugador responde a crímenes y los detiene con éxito, su calificación de héroe aumentará, de lo contrario, la calificación de Spider-Man disminuirá. El jugador puede actualizar los lanzarredes de Spider-Man. Durante ciertas secciones del juego, el jugador puede controlar cómo funciona.
Los jugadores tienen acceso a la casa de Peter Parker, y su habitación les permite reproducir misiones anteriores de la historia principal, comprar mejoras y equipar los diversos trajes disponibles. Se pueden recopilar registros de audio de muchos personajes de toda la ciudad. Los jugadores pueden usar el Metro para regresar a la casa de Peter Parker.
Además, se han introducido nuevos tipos de enemigos. Los guardias blindados se pueden derribar con un ataque sigiloso o con la actualización de Ionic Web, que permite a los jugadores derribar la armadura, dejando al guardia vulnerable al daño.
Además, la ciudad se ha ampliado para incorporar distritos únicos que permiten más espacio abierto para el jugador. Los crímenes del primer juego se han ampliado, pero también incluye nuevos crímenes como incendios provocados y situaciones de rehenes. A diferencia del juego anterior, habrá actividades paralelas aleatorias constantes. Además, el uso del sistema Web-Rush regresa y se ha ampliado desde el juego anterior, lo que ahora permite golpes críticos, esquivas y tiradas. También hay nuevas  mejoras y habilidades introducidas en el juego, algunas de las cuales se han ampliado desde el juego anterior.
El jugador puede, como antes, usar su teléfono inteligente en el juego para acceder al mapa, que le proporciona al jugador información sobre las actividades que tienen lugar en el área en ese momento. Los jugadores pueden usar el mapa para rastrear actividades actuales, misiones principales y secundarias. Los jugadores también usarán el teléfono inteligente del juego para administrar los mensajes y las mejoras para su traje y habilidades del juego.
Las misiones se han modificado para adaptarse al estilo de juego de los jugadores. En lugar de que los jugadores naveguen a través de un nivel lineal, los niveles se han rediseñado para ser más abiertos, permitiendo a los jugadores explorar el mapa y proporcionándoles diferentes formas de abordar la misión. Los jugadores ahora pueden elegir entre un enfoque stealth y un enfoque combativo y abierto para enfrentarse a sus enemigos. Además, los ataques basados en el sigilo se han mejorado desde la entrada anterior, los jugadores ahora pueden derrotar silenciosamente a los enemigos desde la distancia. Los jugadores pueden derrotar silenciosamente a los enemigos de cualquier superficie en la que se encuentre, ya sea el techo, la pared o el suelo. Los jugadores también pueden repeler desde sus redes y realizar derribos invertidos sobre los enemigos.

## Argumento
Dos años después de su carrera de superhéroe, Peter Parker/Spider-Man reanuda su búsqueda de Dennis Carradine, el criminal que asesinó a su Tío Ben hace dos años y, por lo tanto, lo motivó a convertirse en Spider-Man en primer lugar. Sin embargo, cuando Carradine es asesinado por un asesino en serie conocido como el "Carnage Killer", que está asesinando a otros delincuentes, Spider-Man hace que su misión sea detener al asesino. Más tarde, Spider-Man se entera de un ataque a Oscorp por parte de la mafia rusa y una pandilla callejera liderada por Herman Schultz, uno de los contratistas de Carradine que Spider-Man integró antes para aprender sobre el paradero de Carradine. Las dos pandillas en guerra planean robar las armas avanzadas guardadas en Oscorp, creyendo que les ayudaría a matarse entre sí y ganar la guerra de pandillas, pero Spider-Man llega para detenerlos y salva a varios empleados que fueron tomados como rehenes, incluido un ingeniero eléctrico. llamado Max Dillon, que le tiene mucho cariño. Eventualmente, Spider-Man derrota a los mafiosos de ambas pandillas, frustrando su plan, pero luego se enfrenta a Schultz, quien se construyó un par de guanteletes de vibro-shock y ahora se hace llamar el "Shocker". Spider-Man derrota a Shocker, quien revela que todas las pandillas importantes de la ciudad ahora están involucradas en la guerra y que todos temen al Carnage Killer, antes de dejarlo para la policía.
Después del ataque a Oscorp y la muerte del CEO, Norman Osborn, su hijo y amigo de la infancia de Peter Harry se hacen cargo, y anuncia que Oscorp y el multimillonario Wilson Fisk comenzarán a trabajar juntos para financiar la Enhanced Crime Task Force, una fuerza policial privatizada destinada a contener criminales, así como vigilantes como Spider-Man. Después de que Harry rechaza su oferta de quitarse a Oscorp de sus manos, Fisk decide esperar hasta que Harry muera de la misma enfermedad genética que mató a Norman y se haga cargo de Oscorp. Mientras lucha contra el crimen en un intento por reconstruir su reputación, Spider-Man se encuentra con Kraven el cazador, quien vino a Nueva York para cazar los experimentos fallidos entre especies de Oscorp, y le ofrece a Spider-Man la oportunidad de actuar como su protegido. Después de que acepta, Kraven le enseña algunas de sus técnicas de caza para convertirlo en un mejor superhéroe, y los dos trabajan en conjunto para localizar al Carnage Killer.
Decidiendo utilizar a los rusos como su principal protagonista, Spider-Man se infiltra en uno de sus escondites y encuentra un mapa de los terrenos de caza del asesino, además del plan de los rusos para asesinar a Fisk en una recaudación de fondos esa noche. Al frustrar su plan, Spider-Man encuentra el escondite de los rusos en los muelles, donde salva a un hombre que secuestraron, confundiéndolo con el Asesino de la Carnicería. El hombre le da a Spider-Man una descripción del asesino, que él y Kraven utilizan para finalmente localizarlo, descubriendo su identidad: Cletus Kasady. Spider-Man derrota a Kasady, quien afirma que son muy parecidos, pero se niega a matarlo cuando Kraven lo insta, lo que lleva a su encarcelamiento en el Ravencroft instituto para criminales locos, donde Kasady se convierte en el sujeto de prueba de los experimentos., supervisado por el asistente de Harry Donald Menken, con un  sustancia roja llamado "Venom", originalmente destinado a curar la enfermedad de Norman Osborn . Mientras tanto, el final de la guerra de pandillas y la captura de Kasady deja un vacío de poder en el inframundo de la ciudad, que pronto es llenado por un nuevo señor del crimen, conocido solo como Kingpin. Después de derrotar al ladrón de bancos Felicia Hardy (con quien ya luchó dos años antes), ahora se hace llamar "Black Cat", Durante un robo en un museo, Spider-Man se entera de que Fisk es el Kingpin y que la sacó de la cárcel, solo para hacer experimentos con ella que le dieron superpoderes y le ordenaron que matara a Spider-Man.  Spidey le ofrece su ayuda, pero Felicia se niega y huye.
Al día siguiente, Peter se reúne con Harry para aprender más sobre Fisk, solo para que él le cuente sobre su enfermedad y le pida la ayuda de Spider-Man, creyendo que su sangre puede ayudarlo a encontrar una cura. Cuando Spider-Man se niega a ayudar, por temor a que pueda conducir a otro Lizard, Harry se pone furioso y ansioso por desarrollarse Su propia cura. Spider-Man luego se entera de que Kraven está trabajando para Fisk, y se enfrenta a él, solo para tranquilizarse y verse obligado a luchar contra él en Central Park. Spider-Man derrota a Kraven, quien revela que fue contratado por Fisk para matarlo y lo entrenó solo para convertirlo en un digno oponente, antes de decirle a Spider-Man cómo llegar a Fisk por respeto. Spider-Man se cuela en el escondite de Fisk, abriéndose paso entre los oficiales de la Fuerza de Tarea y los delincuentes que lo protegen, y derrota a Fisk, antes de hackear su computadora por evidencia incriminatoria. Sin embargo, es detenido por Max Dillon, que ahora se hace llamar "Electro" después de obtener superpoderes en un extraño accidente, que escapó de Ravencroft y redujo el poder en toda la ciudad. Obligado a dejar a Fisk victorioso, ya que no pudo obtener ninguna evidencia en su contra, Spider-Man se enfrenta a Electro, quien revela que los médicos de Ravencroft hicieron experimentos con él y lo atacan, culpándolo por no haberlo salvado, ya que ellos eran "socios". Spider-Man derrota a Electro, involuntariamente lo hace explotar y restaura el poder en Nueva York. Cuando comienza a sentir lástima por Dillon, Spider-Man se da cuenta de que Ravencroft debe estar haciendo experimentos con todos los pacientes y decide detenerlos.
Mientras tanto, Harry descubre y se inyecta a sí mismo con el veneno de araña de Richard Parker, que le dio a Spider-Man sus poderes, con la esperanza de que lo cure de su enfermedad. Sin embargo, debido a la inestabilidad del veneno y la ira después de enterarse de que los rumores sobre Fisk tratando de apoderarse de Oscorp son ciertos, Harry se vuelve loco y causa estragos en el edificio Oscorp. Cuando Spider-Man viene a investigar, encuentra al Harry loco y grotesco, que ahora se hace llamar "Duende Verde". Spider-Man se ve obligado a perseguir a su antiguo amigo, y finalmente lo derrota en un tejado. Poco después, Spider-Man va a investigar disturbios masivos en Ravencroft, donde salva a Menken, de quien se entera de que el veneno que le inyectaron a Kasady le dio poderes, y escapó, infectando a otros pacientes con su simbionte. Después de llevar a Menken y al resto del personal a un lugar seguro, Spider-Man se abre paso a través del instituto, finalmente enfrentando a Kasady, que se une completamente con el simbionte, convirtiéndose en " Carnage". Spider-Man derrota a Carnage, usando fuego para quemar el simbionte de Kasady, después de aprender de Menken sobre las debilidades del simbionte. Kasady le ruega a Spider-Man que lo deje morir, pero él se niega, diciendo que, al final, los dos no se parecen en nada, y luego lo lleva de regreso a su celda, donde el simbionte se elimina por completo.
Algún tiempo después, Peter visita a un amigo de la familia Stan en su tienda de cómics, quien lo alienta a ser el hombre que el tío Ben hubiera querido que fuera. Después de este consejo, Peter retoma su papel de Spider-Man y se prepara para salvar el día una vez más.
En una escena post-créditos, Kingpin le dice al alcalde por teléfono que continuará financiando Task Force sin Harry, antes de que  Chameleon entre, habiéndose hecho pasar por Menken todo el tiempo para supervisar los experimentos de Kingpin en Ravencroft. Cuando pregunta cuál es su próximo plan, Kingpin dice que "ahora comienza el verdadero trabajo".

## Desarrollo y lanzamiento
El juego fue anunciado en New York Comic Con en octubre de 2013 programado para su lanzamiento en la primavera de 2014. Beenox una vez más se convirtió en el desarrollador del juego.
Las actuaciones de captura de movimiento fueron proporcionadas por Aaron Schoenke de Bat in the Sun Productions, así como Sean T. Krishnan y Alina Andrei.
Se lanzó un pequeño avance en el New York Comic Con en 2013 para respaldar el primer anuncio del juego. El primer avance del juego fue lanzado al público en enero del próximo año. La fecha de lanzamiento para las versiones de consola se anunció en marzo. El avance fue lanzado el 27 de marzo. El avance del lanzamiento de la versión móvil se lanzó al momento del lanzamiento del juego.

## Recepción
The Amazing Spider-Man 2 recibió críticas generalmente mixtas a negativas después del lanzamiento, con la mayoría de las críticas dirigidas a los gráficos, la historia y  glitches. En Metacritic, la versión del juego para iOS tiene una calificación agregada ponderada de 58/100 basada en 14 reseñas, la versión del juego para PlayStation 3 tiene 57/100 basada en 4 reseñas, y la versión del juego para PlayStation 4 tiene 49/100 basada en 44 reseñas.
Las versiones de Xbox 360 y PlayStation 3 se revisaron como "inferiores" a las versiones de PlayStation 4 y Xbox One, principalmente debido al hecho de que las versiones de consola anteriores sufrían de poca iluminación, caídas de velocidad de cuadros y texturas poco detalladas. La versión para PS4 del juego recibió un 5.4/10 de IGN. La versión para Xbox One del juego recibió un 5.5 / 10 de Digital-Tutors, afirmando que el mayor problema era "... simplemente no está pulido, y en base a los muchos problemas que encontramos con el juego parece arrojado a toda prisa tratando de sacarlo a tiempo para el lanzamiento de la película ".  ABC 's' ' Good Game' 'odiaba el juego, tanto  Bajo como  Hex dándole un 4/10 con Hex diciendo: "Esto se siente como un mal trabajo de copiar y pegar de  The Amazing Spider-Man , con la mayoría de los bits eliminados".
Dan Whitehead de Eurogamer calificó el juego con 2 de 10, diciendo "es como si una parte de mí hubiera muerto". Whitehead estaba muy decepcionado con el juego porque, como es un gran fanático de Spider-Man, sintió que el juego no proporcionaba una diversión significativa para el jugador, mientras que los juegos anteriores de Spider-Man al menos proporcionaron algo. Whitehead declaró: "Manchado por un juego deslucido y pisoteado por una mala calidad técnica, esta vez Spidey no ha sido atacado por Sinister Six, sino reducido a un Terrible Two".
Tom McShea de GameSpot anotó el juego un 5/10. McShea calificó la representación de Spider-Man de "agradable", y le gustaron las batallas "satisfactorias" de jefe, pero criticó los controles, las misiones secundarias y el combate. McShea resumió su reseña diciendo: "El mayor fracaso de The Amazing Spider-Man 2 es lo familiar que se siente. De hecho, ha habido otros juegos de mundo abierto protagonizados por Spider-Man que siguen un camino notablemente similar. Así que no hubo muchas sorpresas, nada que sobresaltó y me hizo notar. Sin embargo, poder pasar tiempo con Spider-Man fue suficiente para soportar los diversos problemas, solo porque es un personaje divertido para escuchar. después de todo, no tiene nada de malo en The Amazing Spider-Man 2. Simplemente, tampoco tiene mucho de bueno".
Richard Grisham de GamesRadar fue más positivo del juego, dándole un 3 sobre 5. Llamó al combate "superficial" pero "agradable", alabó los coleccionables y le gustó la historia "entretenida y divertida". Sintió como si el juego fuera una experiencia anticuada, y no le gustaban los controles y la variedad de misiones.
En su reseña para Polygon, Justin McElroy calificó el juego con un 6/10 y escribió: "He aceptado que probablemente nunca habrá un juego de Spider-Man realmente grandioso Si el desalentador "The Amazing Spider-Man 2" es una indicación, Activision y Beenox pueden haber llegado a la misma conclusión. Ha habido muchos peores juegos de Spider-Man que este. Pero no recuerdo uno que haya cambiado tanto conceptualmente cerca de la grandeza solo para permitir que una mala ejecución lo arrastre de regreso a la Tierra".